# Maladera insularis
Maladera insularis är en skalbaggsart som beskrevs av Brenske 1898. Maladera insularis ingår i släktet Maladera och familjen Melolonthidae. Inga underarter finns listade i Catalogue of Life.